# 城井崇
城井 崇（きい たかし、1973年6月23日 - ）は、日本の政治家、立憲民主党所属の衆議院議員（5期）。
文部科学大臣政務官（野田内閣）、立憲民主党福岡県連代表などを歴任した。

## 来歴

### 生い立ち
北九州市門司区出身。北九州市立田野浦小学校、北九州市立早鞆中学校、福岡県立門司高等学校を卒業後、北九州予備校で2年間の浪人生活を経て、京都大学総合人間学部に進学。1998年に京大卒業後は松下政経塾に入塾し、3年間学んだ。2001年卒塾後、後に民主党代表となる衆議院議員・前原誠司の秘書を務めた。

### 衆議院議員
2003年11月9日の第43回衆議院議員総選挙では福岡10区から出馬。当時自由民主党に属していた自見庄三郎に敗れるが、比例九州ブロックで復活し初当選した。
2005年9月11日の第44回衆議院議員総選挙では、自見が郵政民営化法案に反対し、自民党から公認を得られなかった。そして、いわゆる「刺客」として西川京子が送り込まれた結果、三つ巴の厳しい選挙戦を強いられ自見ともども落選。落選後は党県組織の幹部として党勢の立て直しに努めつつ、国政復帰を目指して活動を続ける一方で、国民新党に入党した自見の支援を受けた。
2007年の北九州市長選挙では、党所属の衆議院議員であった北橋健治の市長当選に尽力。
2008年9月、過去2回と同じく福岡10区での公認が決定。北橋の選挙区であった市の西半分・9区の候補が1次公認を得られなかったという厳しい状況の中での公認獲得であった。翌年の第45回衆議院議員総選挙には、国民新党の推薦を受けて出馬。西川に雪辱を果たし、4年ぶりに衆議院議員に返り咲いた。初当選前のいきさつから一貫して前原グループに属しており、前原とは松下政経塾に於いても先輩・後輩の関係にある。しかし、後述の立憲民主党と国民民主党の合流がきっかけで後輩である稲富修二、関健一郎とともに、事実上前原と袂を分かつことになった。
2011年、他の若手議員とともに党内グループメロスネットを結成し、世話人に就任した。野田内閣にて神本美恵子とともに文部科学大臣政務官に任命された。同年8月26日、菅直人首相が民主党代表辞任を正式に表明。菅の辞任に伴う代表選挙（8月29日投開票）では前原誠司の推薦人に名を連ねた。
2012年の第46回衆議院議員総選挙を前にした内閣改造で退任、選挙では福岡10区で山本幸三に敗れ、比例復活ならず落選。その後は民進党結成に参画。
2017年の第48回衆議院議員総選挙に師と仰ぐ前原の意向もあり、希望の党公認で出馬。小選挙区では山本幸三に再び敗れたものの、やはり落選した第47回より獲得票数を大きく増やし、9割以上の惜敗率を得た。台風21号の影響による開票作業の遅れから比例代表区の議席確定が大幅に遅れ、まる1日近く経ってから漸く比例九州ブロックでの復活当選が確定し、約5年ぶりに議席に返り咲いた。
2018年5月7日、民進党と希望の党の合流により結党された国民民主党に参加。5月8日、国民民主党の広報局長に就任した。
2020年8月24日、旧立憲民主党と旧国民民主党は、2つの無所属グループを加えた形で合流新党を結成することで合意。同年9月10日に行われた新「立憲民主党」の代表選挙では、泉健太の推薦人に名を連ねた。
2021年10月31日の第49回衆議院議員総選挙では山本を小選挙区で破り4選。同年12月4日、立憲民主党福岡県連代表に就任。
2022年9月13日、立憲民主党の次の内閣でネクスト内閣官房副長官に就任した。
2024年10月27日の第50回衆議院議員総選挙では自民党新人の吉村悠らを小選挙区で破り5選。
2025年8月2日、7月の参院選福岡選挙区で党公認の野田国義が敗れた責任を取るとして立憲民主党福岡県連代表を辞任した。

## 家族
2006年にTVQ九州放送のアナウンサーだった加治屋朋子と結婚。子どもは娘2人と息子1人。

## 略歴
- 1973年 - 北九州市門司区にて誕生。

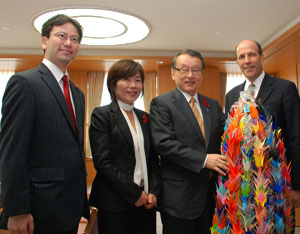
2011年10月6日、文部科学副大臣森裕子（左から2人目）、文部科学大臣中川正春（右から2人目）、駐日アメリカ合衆国大使ジョン・ルース（右から1人目）と

- 1986年 - 北九州市立田野浦小学校卒業
- 1989年 - 北九州市立早鞆中学校卒業
- 1992年 - 福岡県立門司高等学校卒業
- 1998年
  - 京都大学総合人間学部卒業
  - 松下政経塾入塾
- 2001年
  - 松下政経塾卒塾
  - 前原誠司秘書
  - 民主党福岡県総支部連合会政策・広報担当
- 2002年
  - 民主党福岡県総支部連合会副代表
  - 民主党福岡県第10区総支部総支部長
- 2003年 - 第43回衆議院議員総選挙当選（比例・九州選挙区）。
- 2005年 - 第44回衆議院議員総選挙落選。
- 2009年 - 第45回衆議院議員総選挙当選（小選挙区・福岡県第10区）。
- 2011年 - 文部科学大臣政務官
- 2012年 - 第46回衆議院議員総選挙落選。
- 2014年 - 第47回衆議院議員総選挙落選。
- 2017年 - 第48回衆議院議員総選挙で希望の党から立候補し当選（比例・九州ブロック）。
- 2021年
  - 第49回衆議院議員総選挙当選（小選挙区・福岡県第10区）。
  - 立憲民主党福岡県総支部連合会代表
- 2024年 - 第50回衆議院議員総選挙当選（小選挙区・福岡県第10区）。

## 政策・主張

### 憲法
- 憲法改正について、「賛成」と回答[16]。
- 憲法9条への自衛隊の明記について、「どちらかといえば賛成」と回答[16]。
- 憲法を改正し緊急事態条項を設けることについて、「反対」と回答[17]。

### 外交・安保
- 安全保障関連法の成立について、「どちらとも言えない」と回答[18]。
- 日本の核武装について、「将来にわたって検討すべきではない」と回答[17]。
- 攻撃を受ける前に相手の拠点をたたく「敵基地攻撃能力」の保有について、「反対」と回答[17]。
- アメリカとの同盟関係を強化することについて、「賛成」と回答[19]。
- 「北朝鮮に対しては対話よりも圧力を優先すべきだ」との問題提起に対し、「どちらかと言えば賛成」と回答[20]。
- 普天間基地の辺野古移設について、「政府は埋め立てをいったん中断して、沖縄県と話し合うべきだ」と回答[17]。

### 経済・財政・エネルギー
- アベノミクスについて、「どちらかといえば評価しない」と回答し[18]、「アベノミクスは株価は上げたが個人消費は冷え込んだまま」と評価[21]。
- 10％の消費税率について、「引き下げるべきだ」と回答[17]。
- 大企業や所得の多い人への課税を強化し、国の財源に充てることについて、「賛成」と回答[16]。
- 外国人労働者の受け入れについて、「どちらとも言えない」と回答[20]。
- 原子力発電について、「当面は必要だが、将来的には廃止すべきだ」と回答[17]。
- 「原子力発電への依存度について今後どうするべきか」との問題提起に対し、「下げるべき」と回答[16]。

### ジェンダー
- 選択的夫婦別姓制度導入について、「賛成」と回答[16]。
- 同性婚を法律に明記することについて、「賛成」と回答[19]。
- LGBTなど性的少数者をめぐる理解増進法案を早期に成立させるべきかについて、「賛成」と回答[20]。
- クオータ制の導入について「どちらかといえば賛成」と回答[16]。

### その他
- 安倍内閣による森友学園問題・加計学園問題への対応について、「評価しない」と回答[18]。
- 幼稚園・保育所から大学までの教育の無償化について、「賛成」と回答[18]。
- 大学入学共通テスト導入などの一連の入試改革に反対し、見直しを求めている。

## 選挙歴
| 当落 | 選挙                   | 執行日         | 年齢 | 選挙区       | 政党       | 得票数     | 得票率 | 定数 | 得票順位 /候補者数 | 政党内比例順位 /政党当選者数 |
| ---- | ---------------------- | -------------- | ---- | ------------ | ---------- | ---------- | ------ | ---- | ------------------ | ---------------------------- |
| 比当 | 第43回衆議院議員総選挙 | 2003年11月09日 | 30   | 福岡県第10区 | 民主党     | 7万9735票  | 39.18% | 21   | 2/3                | 2/7                          |
| 落   | 第44回衆議院議員総選挙 | 2005年09月11日 | 32   | 福岡県第10区 | 民主党     | 6万662票   | 23.80% | 1    | 3/5                | 18/7                         |
| 当   | 第45回衆議院議員総選挙 | 2009年08月30日 | 36   | 福岡県第10区 | 民主党     | 12万3312票 | 48.06% | 1    | 1/4                | /                            |
| 落   | 第46回衆議院議員総選挙 | 2012年12月16日 | 39   | 福岡県第10区 | 民主党     | 5万5040票  | 26.16% | 1    | 2/4                | 8/3                          |
| 落   | 第47回衆議院議員総選挙 | 2014年12月14日 | 41   | 福岡県第10区 | 民主党     | 5万8599票  | 31.76% | 1    | 2/4                | 7/3                          |
| 比当 | 第48回衆議院議員総選挙 | 2017年10月22日 | 44   | 福岡県第10区 | 希望の党   | 8万73票    | 40.33% | 20   | 2/3                | 4/4                          |
| 当   | 第49回衆議院議員総選挙 | 2021年10月31日 | 48   | 福岡県第10区 | 立憲民主党 | 8万5361票  | 44.48% | 1    | 1/4                | /                            |
| 当   | 第50回衆議院議員総選挙 | 2024年10月27日 | 51   | 福岡県第10区 | 立憲民主党 | 7万1687票  | 38.56% | 1    | 1/5                | /                            |

## 所属団体・議員連盟
- 若者政策推進議員連盟
- ホームエンタテイメント議員連盟
- 下関北九州道路整備促進期成同盟会（顧問）[22]

## メディア出演等
- キーマンに問う！ポスト菅"の行方「BSフジ PRIME NEWS出演 2011年8月19日 20:00～22:00」[2]
- 朝鮮学校の高校無償化適用への審査再開問題について「MSN産経ニュース記事 2011年10月24日」
- ICTプロジェクト 高校生熟議 in大阪 最終報告会「毎日jp記事 2011年11月18日」
- 国の教育行政は変われるのか[上・下]「学校事務記事 2012年4月号,5月号」
- 国の教育行政は本当に変われるのか[上・下]「月刊高校教育記事 2012年4月号,5月号」
- 教育政策の重心を量的拡大から質的向上に「政策研究Highlight 2012年6月号（Vol.7,No.13）」
- 東北市長会、医学部新設を文科省に要望「キャリアブレイン記事 2012年6月5日」
- 医学部新設などの特別決議を国に要望　東北市長会「河北新報社記事 2012年6月6日」